# Marie-Ernestine Serret
Pour les articles homonymes, voir Cabart (homonymie) et Serret.
Marie-Ernestine Serret, aussi nommée Marie-Ernestine Cabart après son mariage en 1845, née le 12 septembre 1812 à Paris et morte le 18 août 1883 à Cherbourg, est une artiste peintre française.

## Biographie
Marie-Ernestine Serret est la sœur du mathématicien Joseph-Alfred Serret. Élève d'Hortense Haudebourt-Lescot (1785-1845), elle est une artiste peintre au métier classique qui a peint des portraits, des natures mortes et des tableaux d'inspiration religieuse. Elle expose régulièrement de 1834 à 1849 au Salon sous son nom de jeune fille, Serret, puis sous son nom de famme mariée, Cabart. Elle participe aussi à la 8e exposition annuelle du musée de Rouen en 1840.
Elle épouse le polytechnicien Charles-François Cabart-Danneville (1813-1884)en 1845. Ils ont trois fils, dont Charles-Maurice devenu député puis sénateur de la Manche.
Morte à Cherbourg le 18 août 1883, Marie-Ernestine Serret est inhumée au cimetière de La Glacerie dans la Manche.
Une rue Marie-Ernestine-Serret a été nommée en son honneur à Cherbourg-Octeville en 2013, commune fusionnée depuis 2016 dans celle de Cherbourg-en-Cotentin.

## Œuvres dans les collections publiques
- Cherbourg-en-Cotentin :
  - église Notre-Dame de la Délivrande, La Glacerie
    - La Madeleine au tombeau du Christ, 1840, huile sur toile, 128 × 97,5 cm[5];
    - Vierge de l'Apocalypse, 1852[6].

  - église Saint-Clément : Jésus-Christ chez Simon, 1844, huile sur toile, 163 × 130,2 cm, exposé au Salon de 1844[7].
  - musée Thomas-Henry :
    - Portrait de Madame Serret (portrait de la mère de l'artiste), non daté, huile sur toile, 81,5 × 64,2 cm[8].
    - Portrait de François Robert Cabart-Danneville (portrait du fils de l'artiste), 1858, huile sur toile ovale, 46 × 38 cm[9].
    - Portrait de Charles Maurice Cabart-Danneville (portrait du fils de l'artiste), 1872, huile sur toile, 73,5 × 59,5 cm[10].
    - Portrait de Marguerite Cabart-Danneville, née Doucet (portrait de la belle-fille de l'artiste), 1879, huile sur toile73,5 × 60 cm[11].
    - Femme au nœud bleu, 1881, pastel oval, 70 × 50,5 cm (avec cadre)[12].
- La Rochelle, musée des Beaux-Arts de La Rochelle : Jeune fille, étude, 1836[13].
- Paris, musée de la Musique : Portrait de Nicolas-Prosper Levasseur (1791-1871), 1839[14].
- Vendôme, musée de Vendôme :
  - Portait de femme, 1860, huile sur toile ovale, 73 × 59,5 cm[15] ;
  - Portait de femme, 1862, huile sur toile ovale, 73 × 59,5 cm[16] ;

Œuvres de Marie-Ernestine Cabart
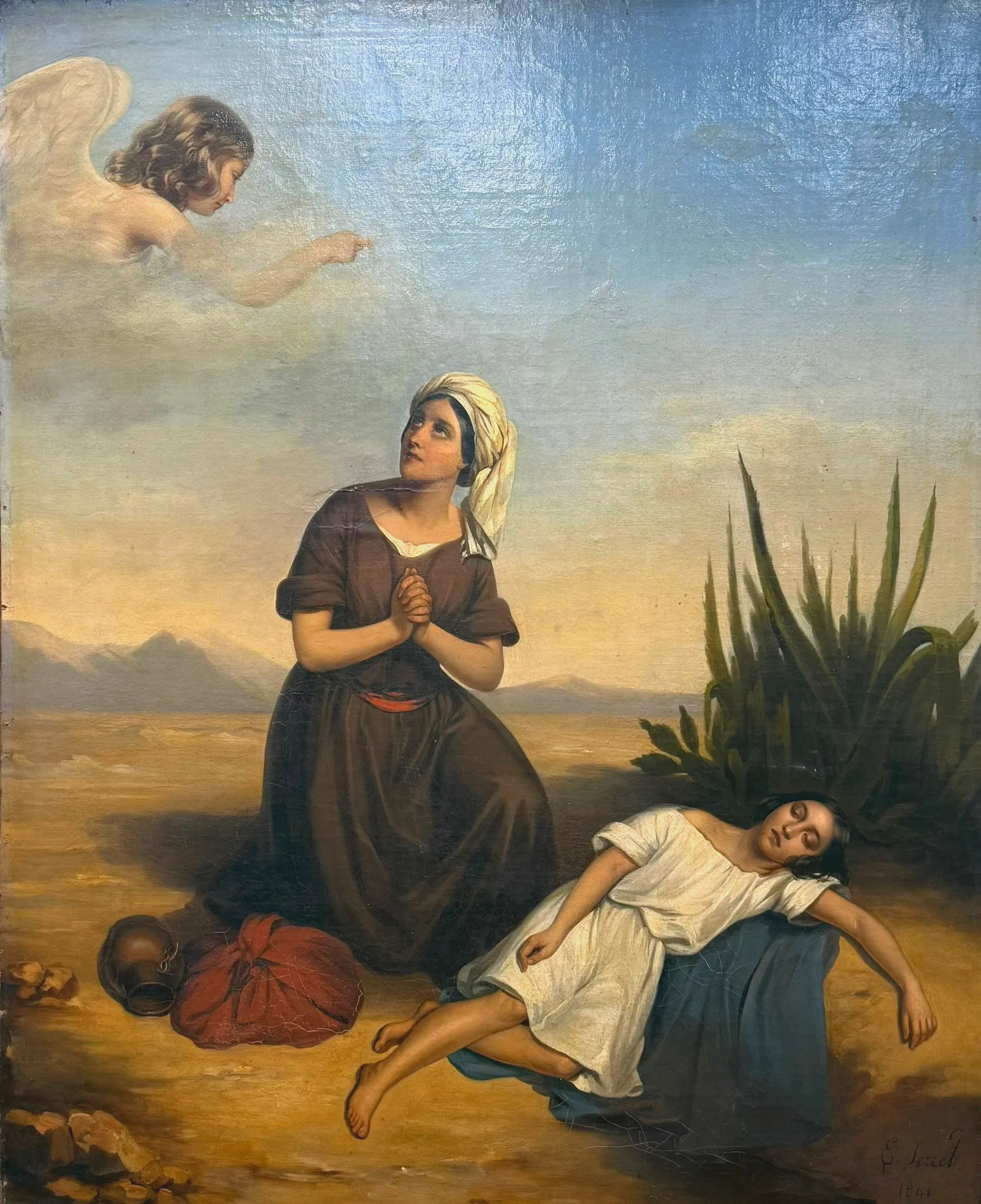
Agar et Ismaël dans le désert, 1841
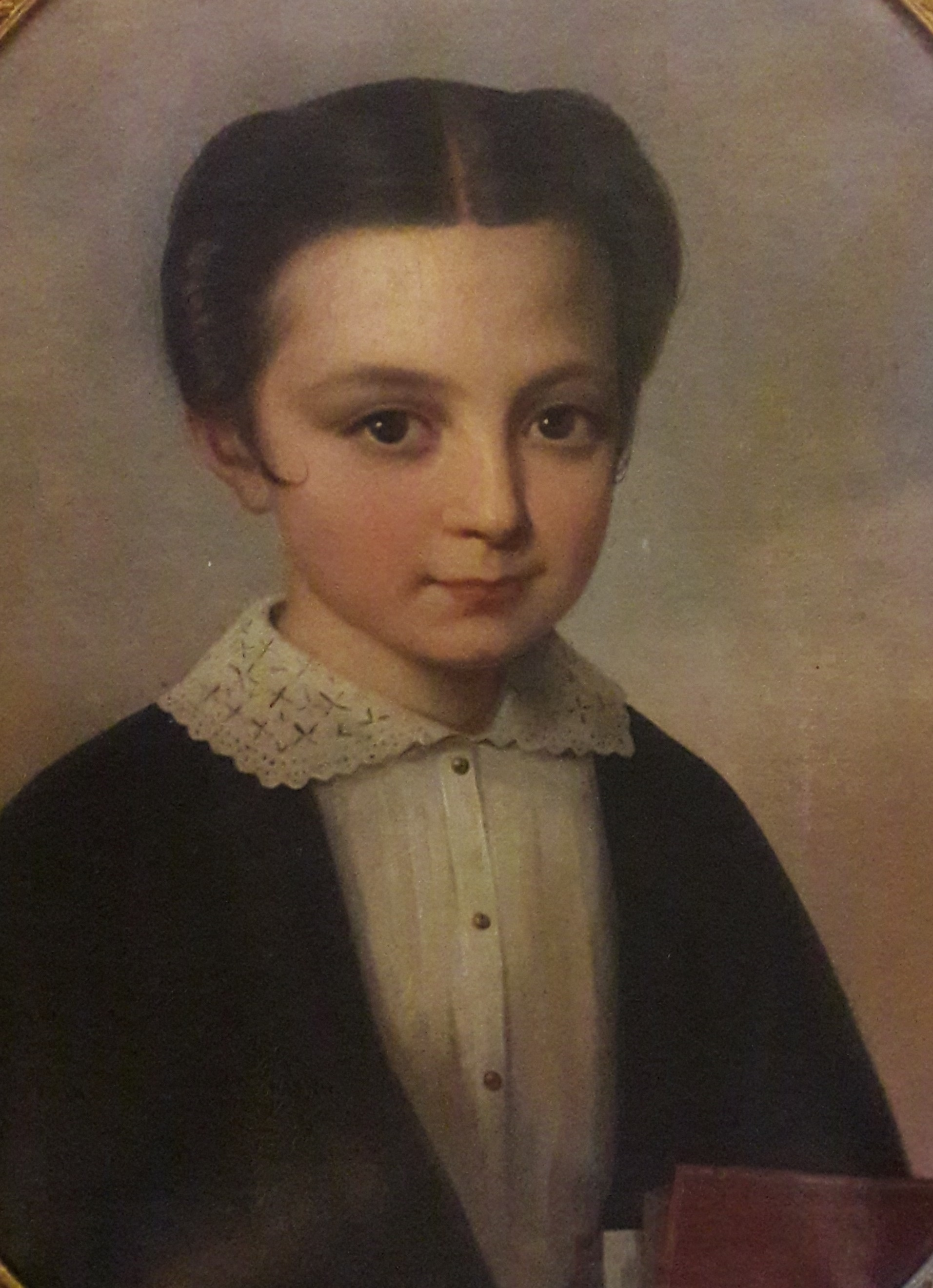
Portrait présumé de Louise Maria Daigremont (1858).
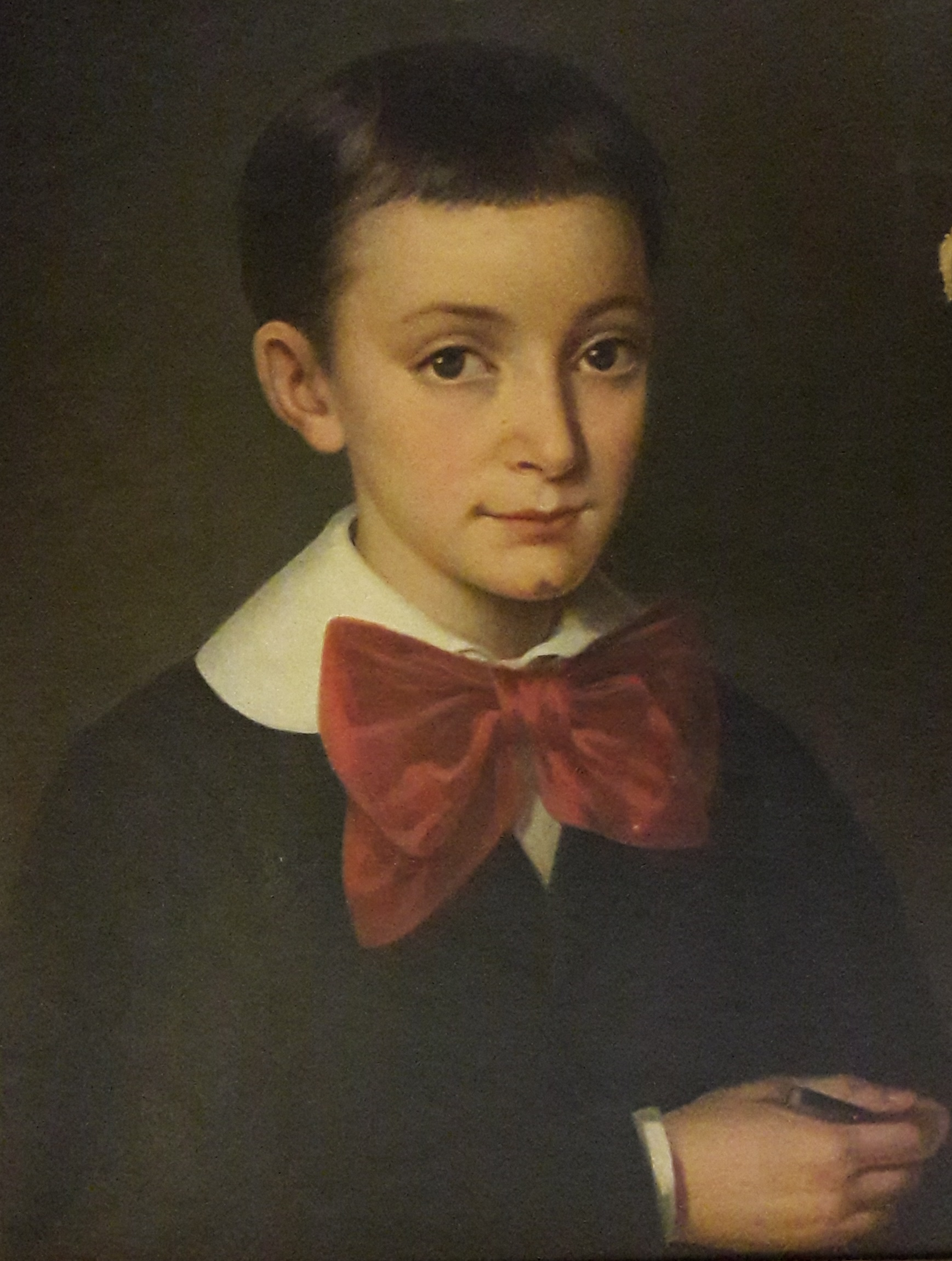
Portrait présumé de Raymond Persin (1881).